# 애슐리 (성악가)
애슐리(1994년 ~)는 대한민국의 성악가, 팝페라 가수이다.

## 방송
- 너의 목소리가 보여 6 (2019)
- 내일은 미스트롯 2 (2020) - Top112

## 음반
- 나를 울게 하소서 (Lascia ch'io pianga) (2020)
- Caro Mio Ben (나의 다정한 연인) (2020)